# 657 Gunlod
Gunlod (asteroide 657) é um asteroide da cintura principal com um diâmetro de 42,52 quilómetros, a 2,3086723 UA. Possui uma excentricidade de 0,1154407 e um período orbital de 1 540,08 dias (4,22 anos).
Gunlod tem uma velocidade orbital média de 18,43635516 km/s e uma inclinação de 10,22119º.
Este asteroide foi descoberto em 23 de Janeiro de 1908 por August Kopff.